# Харрис, Шарлин
Шарли́н Ха́ррис (англ. Charlaine Harris) — американская писательница, автор четырёх успешных детективных книжных сериалов, в том числе и о Сьюки Стакхаус (англ. Sookie Stackhouse)по мотивам которого создан драматический телевизионный сериал «Настоящая кровь».

## Биография
Шарлин Харрис родилась 25 ноября 1951 года в Тьюнике, штат Миссисипи. После окончания школы Шарлин поступила в колледж Родс (англ. Rhodes College) в Мемфисе (штат Теннесси), который окончила в 1973 году со степенью бакалавра по специальности Английский язык и коммуникативные искусства (англ. English and Communication Arts).
В период с 1973 по 1977 годы Харрис переезжает с места на место, по городам штата, и работает в различных газетных изданиях: в Кливленде (англ. Cleveland) — оператором в фотолаборатории газеты «The Bolivar Commercial», в Кларксдэйле (англ. Clarksdale) — наборщицей в «Clarksdale Press Register», в Гринвилле (англ. Greenville) — наборщицей в «Delta Design Group». В 1977 году Харрис возвращается в Мемфисе, и устраивается наборщицей в «FedEx» (от англ. Federal Express Corporation), где работает до 1978 года.
Известно, что после окончания университета Харрис вышла замуж. О первом муже известно только, что он так же учился в Родс и был ветераном войны. В 1978 году Шарлин знакомится со своим вторым мужем Хэлом Шульцем (англ. Hal Schultz), который делает ей предложение уже на втором свидании. И 5 августа 1978 года Шарлин Харрис выходит за него замуж. У них родились трое детей — Патрик, Тимоти и Джулия. В настоящее время Харрис с семьей проживают в Магнолии (округ Колумбия штата Арканзас).

## Творчество
Свой первый роман, детектив «Sweet and Deadly», Шарлин Харрис написала в 1978 году (как вспоминает сама Харрис, после того, как её муж Хэл подарил ей, в качестве свадебного подарка, электрическую пишущую машинку). Сюжет романа построен на том, что главная героиня, журналистка по профессии, пытается раскрыть тайну убийства своих родителей в маленьком южном городе. Книга была издана в 1981 году в издательстве «Houghton Mifflin». Там же, в 1984 году был издан второй роман Харрис — «A Secret Rage».
В 1990 году Шарлин начала свой первый детективный цикл «Аврора Тигарден» (англ. Aurora Teagarden), о библиотекарше из Джорджии, жизнь которой складывается не так, как она ожидала. Первый роман цикла, «Real Murders», был выдвинут на премию «Агаты». Последняя книга этого цикла, «Poppy Done to Death», была издана в 2003 году.
Следующий свой детективный цикл Харрис начала в 1996 году. Это так называемые «шекспировские» книги, действие которых происходит в вымышленном городе Арканзаса — Шекспир. Главная героиня Лили Бард (англ. Lily Bard), молодая уборщица, в прошлом — жертва изнасилования, пытается найти своё место в обществе.
В 2001 году Харрис начинает ещё один цикл — «Вампирские тайны» (англ. Southern Vampire Mysteries), о вампирах Юга и Суки Стакхаус (англ. Sookie Stackhouse, возможны варианты перевода Сьюки или Соки), официантке-телепатке из вымышленного города Бон-Темпс в Луизиане, которая влюбилась в вампира. Критики характеризуют этот цикл как юмористический готический вампирский детектив, действие которого происходит в современном мире, где вампиры обладают гражданскими правами. Помимо романов цикла, Суки Стакхаус является героиней еще двух рассказов Харрис, опубликованных в антологиях «Powers of Detection» 2004 года и «Bite» 2005 года. На сентябрь 2011 года написано одиннадцать романов, двенадцатый планируется к выходу в США в мае 2012 года (всего, согласно подписанному контракту, Шарлин должна написать тринадцать романов).
Помимо романов в цикле, ставшим ретронимом для сериала «Настоящая кровь», были изданы ряд рассказов и повестей о Суки и вампирах. Часть из них (пять рассказов) вошла в изданный в 2009 году авторский сборник Шарлин Харрис "не так, чтобы мёртвые (англ. A Touch of Dead): «Фейрийская пыльца» (англ. Fairy dust) 2004 года, «Односложный ответ» (англ. One Word Answer) 2005 года, «Ночь Дракулы» (англ. Dracula Night) 2007 года, «Везение» (англ. Lucky) и «В подарочной упаковке» (англ. Gift Wrap) 2008 года. В этом же мире, описанном произведениями цикла, но уже без участия Суки, происходит действие повести «Night’s Edge» (издана в 2004 году).
Продолжая готическую тематику, Шарлин Харрис является автором и составителем четырёх антологий (три совместно с писательницей Тони Келнер (англ. Toni Kelner)) о вампирах (все произведения Харрис, вошедшие в эти антологии, принадлежат циклу о Суки Стакхаус):
- «Many Bloody Returns» 2007 года (совместно с Тони Келнер), где был впервые издан «Ночь Дракулы»;
- «Волкогуб и омела» (англ. Wolfsbane and Mistletoe) 2008 года (совместно с Тони Келнер), в этой антологии был впервые издан рассказ «В подарочной упаковке»;
- «Ласковые псы ада» (англ. Must Love Hellhounds) 2009 года, в сборник вошёл рассказ «Бритлингенцы в Аду» (англ. The Britlingens Go To Hell) 2009 года;
- «Death’s Excellent Vacation» 2010 года (совместно с Тони Келнер) — в антологию вошёл рассказ Харрис 2010 года «Две блондинки» (англ. Two Blondes).

В 2005 году был издан роман «Grave Sight», который начал новый цикл Харрис о частном детективе Харпер Коннелли (англ. Harper Connelly). В 2010 году Харрис дала разрешение издательству «Dynamite Entertainment» на публикацию серии книг о Коннелли в виде комиксовой адаптации.

### Циклы романов
| Название | Оригинальное название                                                    | Год издания (в России)                                   | Примечание                                                                                     |
| Цикл романов об Авроре Тигарден (англ. Aurora Teagarden)                                                        | Цикл романов об Авроре Тигарден (англ. Aurora Teagarden)                 | Цикл романов об Авроре Тигарден (англ. Aurora Teagarden) | Цикл романов об Авроре Тигарден (англ. Aurora Teagarden)                                       |
| --- | ------------------------------------------------------------------------ | -------------------------------------------------------- | ---------------------------------------------------------------------------------------------- |
| Клуб знаменитых убийц                                                                                           | Real Murders                                                             | 1989 ( 2011)                                             | Номинант премии «Агата»-1990.                                                                  |
| Ваш ход, мистер убийца                                                                                          | A Bone to Pick                                                           | 1992 ( 2011)                                             |                                                                                                |
| | Three Bedrooms, One Corpse                                               | 1994                                                     |                                                                                                |
| | The Julius House                                                         | 1995                                                     |                                                                                                |
| | Dead Over Heels                                                          | 1996                                                     |                                                                                                |
| | A Fool and His Honey                                                     | 1999                                                     |                                                                                                |
| | Last Scene Alive                                                         | 2002                                                     |                                                                                                |
| | Poppy Done to Death                                                      | 2003                                                     |                                                                                                |
| Цикл романов о Лили Бард (англ. Lily Bard)                                                                      |                                                                          |                                                          |                                                                                                |
| Много шума из-за одного покойника                                                                               | Shakespeare’s Landlord                                                   | 1996 ( 2011)                                             |                                                                                                |
| Все хорошо, что начинается с убийства                                                                           | Shakespeare’s Champion                                                   | 1997 ( 2011)                                             |                                                                                                |
| | Shakespeare’s Christmas                                                  | 1998                                                     |                                                                                                |
| | Shakespeare’s Trollop                                                    | 2000                                                     |                                                                                                |
| | Shakespeare’s Counselor                                                  | 2001                                                     |                                                                                                |
| Цикл романов о Суки Стакхаус (англ. Sookie Stackhouse)                                                          |                                                                          |                                                          |                                                                                                |
| Мертвы, пока светло                                                                                             | Dead Until Dark                                                          | 2001 ( 2005)                                             | Номинант «Локус»-2002 и «Агата»-2001, лауреат «Anthony»                                        |
| Живые мертвецы в Далласе Живые мертвецы Далласа                                                                 | Living Dead in Dallas                                                    | 2002 ( 2005)                                             | Лауреат премий «The Lord Ruthven» и «Sapphire» 2003 года.                                      |
| Клуб мертвяков Клуб мертвецов                                                                                   | Club Dead                                                                | 2003 ( 2005)                                             |                                                                                                |
| Мёртвым сном | Dead to the World                                                        | 2004 ( 2006)                                             |                                                                                                |
| Мёртв как гвоздь                                                                                                | Dead as a Doornail                                                       | 2005 ( 2007)                                             |                                                                                                |
| Окончательно мёртв                                                                                              | Definitely Dead                                                          | 2006 ( 2008)                                             |                                                                                                |
| Сплошь мертвецы                                                                                                 | All Together Dead                                                        | 2007 ( 2009)                                             |                                                                                                |
| Хуже, чем мёртв Хуже, чем мёртвый                                                                               | From Dead To Worse                                                       | 2008 ( 2010)                                             |                                                                                                |
| Мёртвые и забытые                                                                                               | Dead and Gone                                                            | 2009 ( 2010)                                             |                                                                                                |
| Мёртвый в семье Мёртвая родня                                                                                   | Dead in the Family                                                       | 2010 ( Астрель, 2013 г)                                  |                                                                                                |
| Мёртвый расчёт Смертельный расчёт Мёртвый узел                                                                  | Dead reckoning                                                           | 2011 ( Астрель, 2013 г)                                  |                                                                                                |
| В тупике | Deadlocked                                                               | май 2012                                                 |                                                                                                |
| | Dead Ever After                                                          | май 2013                                                 |                                                                                                |
| Рассказы о Суки Стакхаус в антологиях и сборниках                                                               |                                                                          |                                                          |                                                                                                |
| Танцующие в темноте                                                                                             | Dancers in the Dark                                                      | 2004                                                     |                                                                                                |
| Волкогуб и омела: - В подарочной упаковке                                                                       | Wolfsbane and Mistletoe Gift Wrap                                        | 2008 ( 2011) 2008                                        | Антология                                                                                      |
| - Ночь Дракулы                                                                                                  | Many Bloody Returns Dracula Night                                        | 2007                                                     | Антология                                                                                      |
| Не так, чтобы мертвые: - Фейрийская пыльца - Ночь Дракулы - Односложный ответ - Везение - В подарочной упаковке | A Touch of Dead Fairy dust Dracula Night One Word Answer Lucky Gift Wrap | 2009 ( 2011) 2004 2006 2004 2008                         | Авторский сборник в антологии «Many Bloody Returns» (2007) впервые в «Волкогуб и омела» (2008) |
| Ласковые псы ада: - Бритлингенцы в Аду                                                                          | Must Love Hellhounds The Britlingens Go To Hell                          | 2009 ( 2010) 2009                                        | Антология                                                                                      |
| - Две блондинки                                                                                                 | Deaths Excellent Vacation Two Blondes                                    | 2010                                                     | Антология                                                                                      |
| Цикл романов о Харпер Коннелли                                                                                  |                                                                          |                                                          |                                                                                                |
| День мертвеца                                                                                                   | Grave Sight                                                              | 2005 ( 2011)                                             |                                                                                                |
| Подарок мертвеца                                                                                                | Grave Surprise                                                           | 2006 ( 2011)                                             |                                                                                                |
| Месть мертвеца                                                                                                  | An Ice Cold Grave                                                        | 2007 ( 2011)                                             |                                                                                                |
| Секрет мертвеца                                                                                                 | Grave Secret                                                             | 2009                                                     |                                                                                                |
| Трилогия «Миднайт, Техас» (Midnight, Texas)                                                                     |                                                                          |                                                          |                                                                                                |
| | Midnight Crossroad                                                       | 2014                                                     |                                                                                                |
| | Day Shift                                                                | 2015                                                     |                                                                                                |
| | Night Shift                                                              | 2016                                                     |                                                                                                |

### Экранизации
Права на экранизацию первого романа серии о Суки Стакхаус были проданы каналу «HBO» (от англ. Home Box Office). Создателем сериала стал Алан Болл, «7 сентября 2008 года состоялся премьерный показ сериала Настоящая кровь» (англ. True Blood). Планировалось сделать четыре сезона сериала. Показ четвёртого сезона начался в США 26 июня и закончился 11 сентября 2011 года. 11 августа 2011 года «HBO» объявило о создании пятого сезона, премьера которого запланирована на лето 2012 года. «2 апреля 2010 года IDV publishing, совместно с Аланом Боллом, объявили, что по мотивам книги и телесериала вышли комиксы True Blood».
Вторым телесериалом, основанным на произведениях Харрис, стал «Миднайт, Техас» по одноимённой трилогии о медиуме Манфреде Бернардо. О выходе сериала на телеканале NBC было объявлено 13 мая 2016 года. Премьера состоялась 24 июля 2017 года.

## Фильмография
| Год       |   | Русское название    | Оригинальное название  | Роль                                                     |
| --------- | - | ------------------- | ---------------------- | -------------------------------------------------------- |
| 2009—2014 | с | Настоящая кровь     | True Blood             | женщина в «Merlotte’s» / звукорежиссёр рекламного ролика |
| 2020      | ф | Место среди мёртвых | A Place Among the Dead | Си Эйч                                                   |